# Lepanthes denticulata
Lepanthes denticulata är en orkidéart som beskrevs av Carlyle August Luer och Béhar. Lepanthes denticulata ingår i släktet Lepanthes och familjen orkidéer. Inga underarter finns listade i Catalogue of Life.